# Blame It on My Youth (Blink-182)
Blame It on My Youth è un singolo del gruppo musicale statunitense Blink-182, pubblicato nel 2019 ed estratto dall'album Nine.

## Tracce
Download digitale
1. Blame It on My Youth – 3:06

## Formazione
- Mark Hoppus – voce, basso
- Matt Skiba – voce, chitarra
- Travis Barker – batteria, percussioni